# Diaspora ukrainienne

Carte de la diaspora ukrainienne.
Ukraine
+ 1,000,000
+ 100,000
+ 10,000
+ 1,000

La diaspora ukrainienne comprend les Ukrainiens et leurs descendants qui vivent en dehors de l'Ukraine dans le monde entier, en particulier ceux qui entretiennent un lien avec le pays de leurs ancêtres et conservent leur sentiment d'identité nationale ukrainienne au sein de leur propre famille ou communauté locale. La diaspora ukrainienne se trouve dans de nombreuses régions du monde : l'Europe centrale comme la Pologne, les États-Unis, la Russie ou le Canada.

## Historique
Entre 1991 et 2015, 7 millions d'Ukrainiens quittent l'Ukraine pour s'installer dans d'autres pays. Ainsi, la population passe de 52 millions d'habitants à 45 millions.
Au début de l'invasion de l'Ukraine par la Russie en 2022, l'ONU évalue, dès mars 2022, à 2,5 millions le nombre de personnes ayant quitté l’Ukraine du fait de la guerre. En mars 2023 les évaluations font mention de plus de 8 millions de réfugiés dans les pays d’Europe, dont 5  millions bénéficient d’un programme d’accueil spécifique,.

## Pays d'accueil

### Canada
Selon le recensement de 2016, 1 359 655 Canadiens et Canadiennes  (soit 3,8 % de la population) sont d'origine ukrainienne.

### États-Unis
Depuis les années 1970,  le quartier new-yorkais Brighton Beach surnommé « Little Odessa » accueille l'une des communautés russes et ukrainiennes les plus importantes du continent américain.

### France
En 2021, 18 000 Ukrainiens ont un titre de séjour en France et, selon Borys Gudziak, la communauté ukrainienne comporte entre 80 000 et 100 000 personnes, dont 30 000 en Île-de-France,. Selon le Haut Commissariat des Nations Unies pour les réfugiés, la France accueillerait en outre en 2023 65.000 réfugiés ukrainiens arrivés à la suite de la guerre menée par la Russie.

### Pologne
En 2023, on estime à 5 400 000 le nombre d'Ukrainiens vivant en Pologne, majoritairement arrivés après le déclenchement de l'invasion russe de l'Ukraine, en 2022. Dès le premier mois de cette guerre, de fin février à fin mars, la Pologne accueille plus de deux millions de réfugiés. Avant 2022, le nombre d'Ukrainiens en Pologne était estimé à environ deux millions.